# صالح بن مهدي المقبلي
ضياء الدين صالح بن مهدي المَقْبِلي  (1637 - 1696) عالم مسلم يمني في القرن 17 م/ 11 هـ. له مشاركة في التفسير وعلوم القرآن والحديث واللغة والتصوف والفقه. ولد في قرية مقبل من بلاد كوكبان ونشأ في ثلا وتعلم فيها وفي شبام وكوكبان. وكان على مذهب زيدي ولكنه نبذ التقليد وجرت بينه وبين علماء صنعاء مناظرات فأدت إلى المنافرة فرحل بأهله إلى مكة سنة 1669. له مؤلفات ما زالت مخطوطة منهم الإتحاف لطلبة الكشّاف والعلم الشامخ في تفضيل الحق على الآباء والمشايخ ويليه الأرواح النوافخ والمنار في المختار من جواهر البحر الزخار.

## سيرته
هو صالح بن مهدى بن على بن عبد الله بن سليمان بن محمد بن عبد الله ابن سليمان بن أسعد بن منصور المَقْبلي. ولد سنة 1637 هـ/ 1047 هـ في قرية مَقْبِل من بلاد المحويت في كوكبان باليمن (عزلة القصبة بمديرية الطويلة التابعة لمحافظة المحويت حاليًا). ونشأ في ثلا وتعلم فيها وفي شبام وكوكبان. وكان على مذهب زيدي ولكنه نبذ التقليد وجرت بينه وبين علماء صنعاء مناظرات فأدت إلى المنافرة، «لما فيه من الحدّة والتصميم علي تقتضيه الأدلة وعدم الالتفات إلى التقليد» فرحل بأهله إلى مكة سنة 1080 هـ/ 1669 م. قال الشوكاني «وقد أكثر الحط على المعتزلة في بعض المسائل الكلامية وعلى الأشعرية في بعض آخر، وعلى الصوفية في غالب مسائلهم وعلى المحدثين في بعض غلوهم ولا يبالي إذا تمسّك بالدليل بمن يخالفه، كائناً من كان.» توفي في سنة 1696 م/ 1108 هـ.

## مؤلفاته
- الإتحاف لطلبة الكشّاف، انتقد فيه الكشّاف للزمخشري في تفسير
- العلم الشامخ في تفضيل الحق على الآباء والمشايخ ويليه الأرواح النوافخ
- المنار في المختار من جواهر البحر الزخار
- النجاح الطالب لمختصر المنتهى لابن الحاجب